# Effet Doppler neutronique
 (octobre 2023).
Si vous disposez d'ouvrages ou d'articles de référence ou si vous connaissez des sites web de qualité traitant du thème abordé ici, merci de compléter l'article en donnant les références utiles à sa vérifiabilité et en les liant à la section « Notes et références ».
L'effet Doppler neutronique correspond à une propriété de certains isotopes correspondant à une contre-réaction liée à l'augmentation de température dans les réacteurs nucléaires. Ce rôle est habituellement rempli par l'uranium 238. La section efficace d'absorption neutronique de l'uranium 238 varie énormément dans le domaine épithermique, présentant de très nombreuses résonances appelées « forêt de résonances » dont l'amplitude varie avec la température du combustible.
Dans un réacteur de type réacteur à eau pressurisée (REP), après leur émission, les neutrons (rapides) de fission sont ralentis par le modérateur (de l'eau pour les REP) jusqu'au domaine thermique en passant par le domaine épithermique, c'est la thermalisation des neutrons. Quand la température du combustible augmente, les résonances s'élargissent et donc les captures neutroniques (stériles) augmentent entraînant une baisse du flux neutronique et donc une baisse du nombre de fissions ce qui entraîne une diminution de la puissance produite. L'effet Doppler est un des effets auto-stabilisant (comme l'effet modérateur) des REP. C'est un effet bénéfique recherché pour la sûreté intrinsèque des réacteurs nucléaires.